# Tvashtar Mensae
Le Tvashtar Mensae sono una struttura geologica della superficie di Io.